# Gon
Das Gon (griechisch γωνία gōnía, deutsch ‚Winkel, Ecke‘) ist eine Hilfsmaßeinheit zur Angabe der Winkelweite ebener Winkel, die sich nur im Vermessungswesen etablieren konnte. Als Einheitenzeichen wird „gon“ verwendet. Ein Gon ist definiert als der vierhundertste Teil des Vollwinkels, d. h. 1 Vollwinkel = 400 gon = 360°. Übliche gültige Unterteilungen sind das Zentigon (cgon) und das Milligon (mgon). Das Gon ist keine SI-Einheit, aber in den EU-Staaten und in der Schweiz eine gesetzliche Einheit. Es wurde früher Neugrad genannt und durch ein hochgestelltes kleines „g“ („g“) gekennzeichnet. Die Bezeichnung Neugrad ist in Deutschland seit dem 1. Januar 1980 jedoch nicht mehr vorgesehen.

## Anwendungsgebiete
Das Gon findet insbesondere Verwendung im Vermessungswesen (Geodäsie) sowie in der Markscheiderei im Bergbau. Es ist zentraler Ausgangspunkt für Robotik und Automatisierungstechnik, da die Mehrzahl der hier verwendeten Schrittmotoren mit 200 Schritten pro Vollkreis arbeitet.

## Umrechnung in andere Winkelmaßeinheiten
{\displaystyle 1\,\mathrm {gon} ={\frac {1\,\mathrm {Vollwinkel} }{400}}={\frac {2\pi \,\mathrm {rad} }{400}}={\frac {\mathrm {360^{\circ }} }{400^{\,\,}}}=0{,}9^{\circ }}

## Unterteilungen

### Zentigon
Ein Zentigon (cgon) (veraltete Schreibweise: Centigon) ist der hundertste Teil eines Gon. Für das Zentigon gilt: 1 cgon = 32,4″.
Es entspricht etwa der Auflösung des menschlichen Auges bzw. der Messgenauigkeit eines Sextanten oder eines kleinen Messtisches.

### Milligon
Ein Milligon (mgon) ist der tausendste Teil eines Gon. Für das Milligon gilt: 1 mgon = 3,24″.
Das Milligon ist bei den meisten Vermessungs-Theodoliten die Dezimalstelle, auf die man Horizontalrichtungen- und Vertikalwinkel abliest (die Speicherung erfolgt im Regelfall auf 0,1 mgon, um Rundungsfehler zu vermeiden).

### Neuminute und Neusekunde
Als Neugrad wurde das Gon früher in 100 Neuminuten zu jeweils 100 Neusekunden unterteilt. Diese Einheiten sind in Deutschland seit dem 1. Januar 1978 nicht mehr zulässig. In Österreich dürfen sie weiter verwendet werden, allerdings nicht mit SI-Präfix.
Eine Neuminute (früher schrieb man dafür 1c) entspricht einem Zentigon (1/100 gon). Eine Neusekunde (früher schrieb man dafür 1cc) entspricht 1/10.000 gon = 0,1 mgon.
1c = 100cc
1g = 100c = 10 000cc
| 1c = 0,54′   | 1′ = {\displaystyle {\tfrac {10\,000}{5400}}\,{}^{\mathrm {c} }={\tfrac {50}{27}}\,{}^{\mathrm {c} }=1{,}{\overline {851}}\,{}^{\mathrm {c} }}                       |
| 1cc = 0,324″ | 1″ = {\displaystyle {\tfrac {1\,000\,000}{324\,000}}\,{}^{\mathrm {cc} }={\tfrac {250}{81}}\,{}^{\mathrm {cc} }=3{,}{\overline {086\,419\,753}}\,{}^{\mathrm {cc} }} |

## Vorteile
Das Gon erlaubt es, den vier Quadranten jeweils eine eigene Hunderter-Stelle zuzuordnen:
| 0°   | = | 0 gon   |
| 90°  | = | 100 gon |
| 180° | = | 200 gon |
| 270° | = | 300 gon |
| 360° | = | 400 gon |

Dies vereinfacht die manuelle Einstellung von rechten Winkeln (100 gon beziehungsweise 300 gon) und gestreckten Winkeln (200 gon). Letztere sind im Zusammenhang mit redundanten Präzisionsmessungen mit Theodoliten in zwei Fernrohrlagen von großer Bedeutung, weil grobe Messfehler bei der visuellen Teilkreisablesung von Horizontalkreis und Vertikalkreis einfach zu erkennen sind, da die Differenzen der beiden jeweiligen Ablesungen 200 gon betragen müssen und sich daher nur in der Hunderterstelle unterscheiden dürfen.
Außerdem wurde das Gon von Anfang an dezimal unterteilt, während der Grad sexagesimal unterteilt wurde, inzwischen aber in der Regel ebenfalls dezimal unterteilt wird. Allerdings wird der Grad üblicherweise nicht mit Einheitenvorsätzen kombiniert.

## Nachteile
Ein wesentlicher Nachteil ist, dass wichtige Winkel wie 30° und 60° als Bruchzahlen (33 1⁄3 und 66 2⁄3 Gon) ausgedrückt werden müssen.

## Geschichte

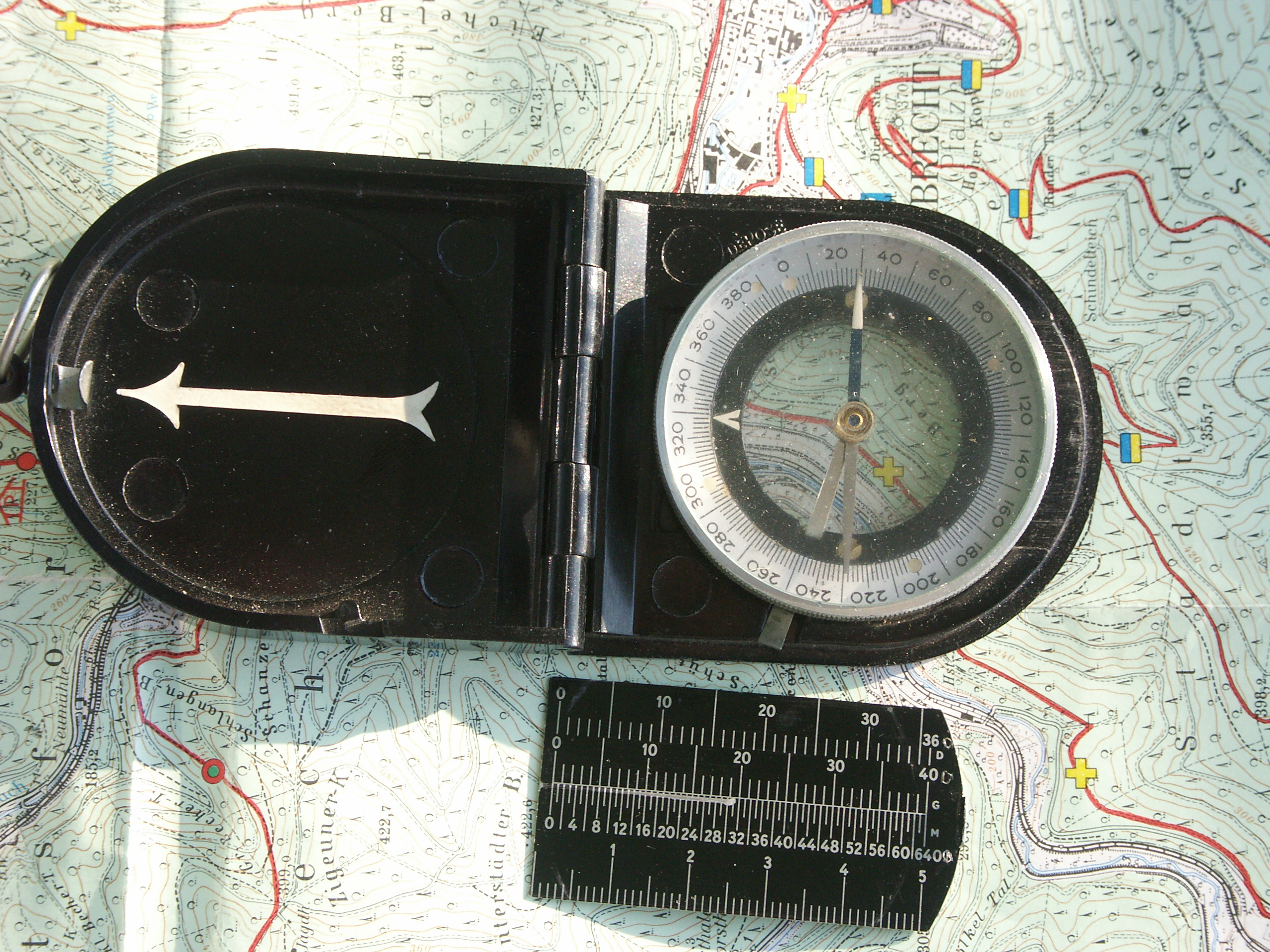
Kompass mit 400-Gon-Teilung und Umrechnungstabelle

Die Metrifizierung – also die Umstellung auf das metrische System – wurde in den 1790er Jahren in Frankreich begonnen und erforderte eine exakte Gradmessung. Zwar hatte die Peru-Lappland-Messung von 1735 bis 1740 zur Definition eines Längenmaßes mit genau 10.000.000 Meter vom Äquator zum Pol nicht die gewünschten Ergebnisse gebracht, aber immerhin das Problem der Erdabplattung deutlich gemacht. Jacques Cassini und Jean Dominique Comte de Cassini führten bis 1793 die Nouvelle Triangulation de la France durch und das erste Urmeter wurde 1795 als der zehnmillionste Teil eines Erdmeridianquadranten definiert. Dazu wurde ein neues Gradnetz entwickelt, sodass dem Vollwinkel 400 Einheiten des grade nouveau (Neugrad) entsprachen und eine Einheit (1gr) am Äquator exakt 100 Kilometer maß. Die Bezeichnung Neugrad diente zur Unterscheidung vom üblichen Grad (frz. degré), der daraufhin Altgrad genannt wurde. In Frankreich wird das Gon auch als grade bezeichnet (Symbol: hochgestelltes gr) und im Englischen als grad. Der seit längerem in der ISO 31-1 genormte Name Gon soll diese Verwirrung beseitigen. Seitdem sind die Bezeichnungen Altgrad, Neugrad (g), Neuminute (c) und Neusekunde (cc) veraltet.
Eine Zeit lang wurde versucht, das Gon als allgemeines Winkelmaß der Technik zu etablieren. Die Vorteile der dezimalen Viertelkreise waren in anderen Bereichen jedoch kaum von Bedeutung, so dass es sich nicht durchsetzen konnte. Lediglich in der Geodäsie ist das Gon etabliert, Theodolite haben meist eine Skala in Gon.

## Sonstiges
Eine zu „Bogenmaß“ oder „Gradmaß“ analoge Bezeichnung wird im Zusammenhang mit dem Gon selten verwendet. Vereinzelt werden die Bezeichnungen „Gonmaß“ oder „geodätisches Winkelmaß“ benutzt.